# 长柏镇
长柏镇，原为长柏乡，是中华人民共和国四川省凉山彝族自治州盐源县下辖的一个乡镇级行政单位。2020年6月，撤销长柏乡、盖租乡，设立长柏镇，以原长柏乡和原盖租乡格洼村、碧基村、三家村所属行政区域为长柏镇的行政区域。

## 行政区划
长柏镇下辖以下地区：
黑地村、中梁子村、长柏村、故支村、荞满村、白杨村、扶马村和央脚村。